# DKA (raper)
DKA, właśc. Daniel Kaczmarczyk, (ur. 28 czerwca 1981 w Knurowie) – polski wokalista, raper i lekkoatleta.

## Życiorys
Wychowywał się w Leszczynach. Po ukończeniu szkoły muzycznej I stopnia w Żorach kontynuował naukę przez rok w szkole muzycznej II stopnia w Rybniku. Głównym instrumentem Daniela Kaczmarczyka był klarnet i fortepian. Jest absolwentem nauk politycznych i germanistyki oraz podyplomowych studiów w zakresie comparative politics na Iowa State University w Stanach Zjednoczonych.
Pierwszą płytę Debiut wydał w maju 2003 roku w wytwórni S.P. Records. Album promowały dwa utwory z teledyskami: "Jakby to było" oraz "Marzenia". W sierpniu 2004 wydał drugi album pod tytułem Król aniołów (singlem z płyty był utwór o tym samym tytule), a w 2005 roku nielegal pt. Ciemne strony.
Czwarta płyta DKA która miała nazywać się Exegi Monumentum z przyczyn niezależnych od muzyka nie została wydana w SP Records. Ta sama płyta pod nazwą Stawiam sobie pomnik ukazała się w sklepach w 2006 r. wydana przez wytwórnię My Music. Singlem promującym ten album był utwór "Wybacz". We wrześniu 2007 DKA wydał kolejną płytę pod tytułem Nowy sen. Według artysty album swoim stylem różnił się od poprzednich. DKA zapowiadał szukanie nowych rozwiązań muzycznych. Płyta była promowana przez singel o tytule "Jak mam ufać sobie".
Kolejny album artysty ukazał się w październiku 2008 roku. Szósta płyta, a zarazem trzecia z kolei wydana w My Music miała tytuł Mój dzień i była kontynuacją stylu znanego z płyty "Nowy sen". 20 kwietnia 2009 ukazał się siódmy album artysty – Klimaty 2009. Tym razem raper wydał album nakładem własnej wytwórni – DonKillA Records pod pseudonimem "DKA DonKillA".
Na 4 września 2009 zaplanowana została premiera ósmej płyty Daniela Kaczmarczyka. Od 15 sierpnia promował ją singiel "Między niebem a piekłem". Tak jak miało to miejsce wcześniej w twórczości DKA, płyta nosi ten sam tytuł, co singel. Jest to kolejny album, który został wydany nakładem wytwórni DonKillA Beats.
4 czerwca 2011 do sklepów trafiła kolejna płyta DKA pt. Dekada. Została ona wydana nakładem wytwórni Olo Records, a dystrybucją całego materiału zajęła się Fonografika. 9 września 2011 roku odbył się pożegnalny koncert artysty. Jednak na oficjalniej stronie internetowej na 12 lutego 2012 zapowiedział premierę następnej płyty Czarny album.
Od 2013 roku DKA publikuje swoje nowe utwory na oficjalnym kanale YouTube. W październiku 2018 roku został nominowany do nagrody "Absolwent XXI" wieku".

## Kariera sportowa
Kaczmarczyk był także lekkoatletą specjalizującym się w skoku w dal. W swojej karierze zdobył 3 złote medale na mistrzostwach Polski w kategorii juniorów. Wiele lat trenował w klubie TL Pogoń Ruda Śląska, której barwy reprezentował na wielu różnych imprezach sportowych.
W 1997 został wicemistrzem Polski juniorów młodszych (7,32 m) na otwartym powietrzu. W 1998 został zarówno halowym i letnim mistrzem Polski juniorów młodszych, w 1999 wicemistrzem Polski. W roku 2000 zdobył wicemistrzostwo Polski juniorów w hali oraz mistrzostwo na otwartym powietrzu. Zajął 7. miejsce na Mistrzostwach Świata juniorów w Santiago. Dzięki temu sukcesowi rozpoczął studia w USA. Rekord życiowy w skoku w dal wynosi 7,85 m. Kaczmarczyk jest czterokrotnym medalistą Mistrzostw Polski seniorów (3 medale w skoku w dal oraz jeden w sztafecie 4 × 100 metrów).

## Dyskografia
| Debiut                      | - Data: 2 czerwca 2003 - Wydawca: S.P. Records       | 40 |
| Król aniołów                | - Data: 10 sierpnia 2004 - Wydawca: S.P. Records     | –  |
| Ciemne strony               | - Data: wrzesień 2005 - Wydawca: brak (nielegal)     | –  |
| Stawiam sobie pomnik        | - Data: 25 września 2006 - Wydawca: My Music         | 38 |
| Nowy sen                    | - Data: 14 września 2007 - Wydawca: My Music         | –  |
| Mój dzień                   | - Data: 24 października 2008 - Wydawca: My Music     | –  |
| Klimaty 2009                | - Data: 29 kwietnia 2009 - Wydawca: DonKillA Records | –  |
| Między niebem a piekłem     | - Data: 4 września 2009 - Wydawca: DonKillA Records  | –  |
| Kompilacja 2000-2008        | - Data: 1 czerwca 2010 - Wydawca: DonKillA Records   | –  |
| Dekada                      | - Data: 4 czerwca 2011 - Wydawca: Olo Records        | –  |
| Czarny album                | - Data: 2 lutego 2012 - Wydawca: DonKillA Records    | —  |
| "—" album nie był notowany. |                                                      |    |

| Tytuł   | Dane dot. albumu                                      |
| ------- | ----------------------------------------------------- |
| Słowa   | - Data: 11 marca 2013 - Wydawca: DonKillA Records     |
| Słowa 2 | - Data: 12 listopada 2013 - Wydawca: DonKillA Records |

| Rok  | Tytuł                 | Pozycja na liście | Pozycja na liście | Certyfikat                 | Album                |
| Rok  | Tytuł                 | SLiP              | PiK               | Certyfikat                 | Album                |
| ---- | --------------------- | ----------------- | ----------------- | -------------------------- | -------------------- |
| 2003 | „Jak by to było”      | 3                 | 2                 |                            | Debiut               |
| 2003 | „Marzenia”            | 4                 | 1                 |                            | Debiut               |
| 2004 | „Król aniołów”        | 10                | 2                 |                            | Król aniołów         |
| 2006 | „Wybacz”              | 34                | 3                 |                            | Stawiam sobie pomnik |
| 2015 | „List do przyszłości” |                   |                   | - ZPAV: platynowa płyta    |                      |
| 2016 | „Tu jest mój dom”     |                   |                   | - ZPAV: 2x platynowa płyta |                      |
| 2017 | „Tu i teraz”          |                   |                   | - ZPAV: platynowa płyta    |                      |
| 2019 | „Niech lato trwa”     |                   |                   | - ZPAV: złota płyta        |                      |

| Album                                  | Rok  | Utwór                                                      | Źródło |
| -------------------------------------- | ---- | ---------------------------------------------------------- | ------ |
| VIVA Hip Hop vol.3 (kompilacja)        | 2003 | DKA – "Jakby to było"                                      | [ 23 ] |
| OSWP – To się nie zmienia              | 2004 | gościnnie rap w utworach "Do przodu", "Chcę" i "Do przodu" | [ 24 ] |
| ESKA Squad (kompilacja)                | 2004 | DKA – "Jakby to było"                                      | [ 25 ] |
| Rap Eskadra 2 (kompilacja)             | 2005 | DKA – "Król aniołów"                                       | [ 26 ] |
| Rap Eskadra 4 – Lato 2006 (kompilacja) | 2006 | Kabu/Majk, DKA – "Przez łzy"                               | [ 27 ] |
| Rap Eskadra 5 – Zima 2007 (kompilacja) | 2006 | DKA – "Wybacz"                                             | [ 28 ] |
| Rap Eskadra – Zima 2009 (kompilacja)   | 2008 | DKA – "Przyjdzie taki dzień"                               | [ 29 ] |